# Victorio Cieslinskas
Víctor Cieslinskas Zinevicaite (Montevideo, 27 de noviembre de 1922 - 19 de junio de 2007) fue un exjugador de baloncesto uruguayo. 
Fue medalla de bronce con Uruguay en los Juegos Olímpicos de Helsinki 1952.
Falleció en 2007. Sus restos yacen en el Cementerio del Norte de Montevideo.